# 特定小電力無線局
特定小電力無線局（とくていしょうでんりょくむせんきょく）は、免許を要しない無線局、その内のいわゆる小電力無線局の一種である。

## 定義
総務省令電波法施行規則第6条第4項第2号に「次に掲げる周波数の電波を使用するものであつて、総務大臣が別に告示する電波の型式及び周波数並びに空中線電力に適合するもの」と定義され、以下、用途と周波数帯が定められている。

### 用途
電波法施行規則第6条第4項第2号の各号による。
2016年（平成28年）8月31日現在
1. テレメーター用、テレコントロール用（電波を利用して遠隔地点における装置の機能を始動、変更又は終止させることを目的とする信号の伝送をいう。）及びデータ伝送用（主に符号によって処理される、又は処理された情報の伝送交換をいう。）
2. 医療用テレメーター用（病院、診療所その他の医療機関又は研究機関において、生体信号の伝送を行うテレメーターをいう。）
3. 体内植込型医療用データ伝送用（体内無線設備と体外無線制御設備との間で行う医療の用に供するデータ伝送をいう。）及び体内植込型医療用遠隔計測用（体内無線設備が得た情報を体外の受信設備に対して自動的に送信することをいう。）
4. 国際輸送用データ伝送用（国際輸送用貨物及び国際輸送用データ制御設備との間又は国際輸送用データ伝送設備相互間のデータ伝送をいう。）
5. 無線呼出用
6. ラジオマイク用
7. 補聴援助用ラジオマイク用（聴覚障害者の補聴を援助するための音声その他の音響の伝送を行うラジオマイクをいう。）
8. 無線電話用（ラジオマイクに使用するものを除く。）
9. 音声アシスト用無線電話用（視覚障害者の歩行を援助するための情報を、音声によって伝送する無線電話をいう。）
10. 移動体識別用（質問器（応答のための装置（応答器）に対し電波を発射し、応答器から再発射された電波を受信するための無線設備をいう。）から発射される特定の信号により変調された電波又は無変調の電波を受信した応答器が、特定の電波を再送信することにより行う移動体の識別をいう。）
11. ミリ波レーダー用（ミリメートル波帯の周波数の電波を使用するレーダーであつて、無線標定業務を行うものをいう。）
12. 移動体検知センサー用（主として移動する人又は物体の状況を把握するため、それに関する情報（対象物の存在、位置、動き、大きさ等）を高精度で取得するために使用するものであって、無線標定業務を行うものをいう。）
13. 人・動物検知通報システム用（国内において主として人又は動物の行動及び状態に関する情報の通報又はこれに付随する制御をするための無線通信を行う無線局の無線設備をいう。）

促音の表記は原文ママ

## 概要
免許不要局の一種であり手続き不要で使用できる。
その反面、無線設備規則第4章第4節の11および関係告示に技術基準が定められており、特定無線設備の技術基準適合証明等に関する規則により認証された適合表示無線設備（技適マークのついた機器）でなければならない。
出力（空中線電力）は1W（当初は10mW）以下で告示

に定められている。
無線機器には他の無線局の運用を阻害するような混信などの妨害を生じさせない機能を備えている。
また、技術基準には、「一の筐体に収められており、容易に開けることができないこと」（空中線（アンテナ）が外付けできるものなど一部例外がある。）とされ、特殊ねじなどが用いられているので、利用者は改造はもちろん保守・修理の為であっても分解してはならない。

改造したものは技術基準適合証明が無効となり、不法無線局となる。
技適マーク#規制事項を参照。
日本独自の制度であるので外国での使用はできない。持込みができたとしてもその国で使用を許可されたということではない。
特定省電力と誤記されることがある。また、特定無線局や特定ラジオマイクとは関係ない。

### 表示
適合表示無線設備には技適マークと技術基準適合証明番号又は工事設計認証番号の表示が必須であり、特定小電力無線局を表す記号は、技術基準適合証明番号の英字の第1字目のＹである。
従前は工事設計認証番号にも表示を要した。

- 工事設計認証番号の4字目がハイフン(-)のものに記号表示は無い。

なお、改造したものからは技適マークを除去しなければならない。
技適マーク#規制事項を参照。

## 用途毎の詳細
総務省告示周波数割当計画ならびに無線設備規則およびこれに基づく告示による
周波数、電波の型式、空中線電力、占有周波数帯幅の許容値および通信方式と、電波産業会（略称ARIB）が電波法令の技術基準を含めて規格化し公開している標準規格を示す。
記事のあるものは、そちらを参照のこと。
1.テレメーター用、テレコントロール用及びデータ伝送用
2022年（令和4年）9月5日現在
周波数割当計画別表9-1に規定

| 電波型式                                                                | 周波数 | 空中線電力            | 占有周波数帯幅の許容値  | 通信方式                                               |
| ----------------------------------------------------------------------- | --- | --------------------- | ----------------------- | ------------------------------------------------------ |
| 規定なし                                                                | 312-315.25MHz | e.i.r.p. 25μW以下     | 1MHz                    | 単向通信方式 単信方式 復信方式 半復信方式 同報通信方式 |
| F1D F1F F2D F2F F7D F7F G1D G1F G2D G2F G7D G7F D1D D1F D2D D2F D7D D7F | 426.025-426.1375MHz(12.5kHz間隔) | 0.001W以下            | 8.5kHz                  | 単向通信方式 単信方式 同報通信方式                     |
| F1D F1F F2D F2F F7D F7F G1D G1F G2D G2F G7D G7F D1D D1F D2D D2F D7D D7F | 429.175-429.7375MHz(12.5kHz間隔) | 0.01W以下             | 8.5kHz                  | 単向通信方式 単信方式 同報通信方式                     |
| F1D F1F F2D F2F F7D F7F G1D G1F G2D G2F G7D G7F D1D D1F D2D D2F D7D D7F | 429.8125-429.925MHz(12.5kHz間隔) 449.7125-449.825MHz(12.5kHz間隔) 449.8375-449.8875MHz(12.5kHz間隔) 469.4375-469.4875MHz(12.5kHz間隔) 429.925MHz、449.825MHz、 449.8875MHz、469.4875MHzは 周波数制御用チャネル | 0.01W以下             | 8.5kHz                  | 単向通信方式 単信方式 同報通信方式 複信方式 半複信方式 |
| F1D F1F F2D F2F F7D F7F G1D G1F G2D G2F G7D G7F D1D D1F D2D D2F D7D D7F | 426.0375MHz 426.0625MHz 426.0875MHz 426.1125MHz | 0.001W以下            | 16kHz                   | 単向通信方式 単信方式 同報通信方式                     |
| 規定なし                                                                | 916-928MHz(100kHz間隔) | 0.01W以下             | 200kHz以下              | 単向通信方式 単信方式 同報通信方式 複信方式 半複信方式 |
| 規定なし                                                                | 920.6-928MHz(100kHz間隔) | 0.01Wを超え 0.02W以下 | 200kHz以下              | 単向通信方式 単信方式 同報通信方式 複信方式 半複信方式 |
| 規定なし                                                                | 916.1-927.9MHz(100kHz間隔) | 0.01W以下             | 200kHzを超え 400kHz以下 | 単向通信方式 単信方式 同報通信方式 複信方式 半複信方式 |
| 規定なし                                                                | 920.7-927.9MHz(100kHz間隔) | 0.01Wを超え 0.02W以下 | 200kHzを超え 400kHz以下 | 単向通信方式 単信方式 同報通信方式 複信方式 半複信方式 |
| 規定なし                                                                | 916.2-927.8MHz(100kHz間隔) | 0.01W以下             | 400kHzを超え 600kHz以下 | 単向通信方式 単信方式 同報通信方式 複信方式 半複信方式 |
| 規定なし                                                                | 920.8-927.8MHz(100kHz間隔) | 0.01Wを超え 0.02W以下 | 400kHzを超え 600kHz以下 | 単向通信方式 単信方式 同報通信方式 複信方式 半複信方式 |
| 規定なし                                                                | 916.3-927.7MHz(100kHz間隔) | 0.01W以下             | 600kHzを超え 800kHz以下 | 単向通信方式 単信方式 同報通信方式 複信方式 半複信方式 |
| 規定なし                                                                | 920.9-927.7MHz(100kHz間隔) | 0.01Wを超え 0.02W以下 | 600kHzを超え 800kHz以下 | 単向通信方式 単信方式 同報通信方式 複信方式 半複信方式 |
| 規定なし                                                                | 916.4-927.6MHz(100kHz間隔) | 0.01W以下             | 800kHzを超え 1MHz以下   | 単向通信方式 単信方式 同報通信方式 複信方式 半複信方式 |
| 規定なし                                                                | 921-927.6MHz(100kHz間隔) | 0.01Wを超え 0.02W以下 | 800kHzを超え 1MHz以下   | 単向通信方式 単信方式 同報通信方式 複信方式 半複信方式 |
| F1D F1F F2D F2F F7D F7F G1D G1F G2D G2F G7D G7F D1D D1F D2D D2F D7D D7F | 1216.0125-1216.9875MHz(25kHz間隔) 1252.0125-1252.9875MHz(25kHz間隔) 1216.0125MHz、1252.0125MHz、 1216.5125MHz、1252.5125MHzは 周波数制御用チャネル                                                             | 0.01W以下             | 16kHz                   | 単向通信方式 単信方式 同報通信方式 複信方式 半複信方式 |
| F1D F1F F2D F2F F7D F7F G1D G1F G2D G2F G7D G7F D1D D1F D2D D2F D7D D7F | 1216-1217MHz(50kHz間隔) 1252-1253MHz(50kHz間隔) 1216MHz、1252MHzは 周波数制御用チャネル | 0.01W以下             | 32kHz                   | 単向通信方式 単信方式 同報通信方式 複信方式 半複信方式 |

標準規格
- ARIB STD-T67 特定小電力無線局400MHz帯及び1,200MHz帯テレメータ用、テレコントロール用及びデータ伝送用無線設備[8]
- ARIB STD-T93 特定小電力無線局315MHz帯テレメータ用、テレコントロール用及びデータ伝送用無線設備[9]
- ARIB STD-T108 特定小電力無線局920MHz帯テレメータ用、テレコントロール用及びデータ伝送用無線設備[10]

2.医療用テレメーター用　医療用テレメーター用特定小電力無線局を参照
3.体内植込型医療用データ伝送用及び体内植込型医療用遠隔計測用
2005年（平成17年）8月9日

現在
周波数割当計画別表9-3に規定

| 電波 型式   | 周波数                                       | 空中線電力         | 占有周波数帯幅の許容値 | 通信方式                       |
| ----------- | -------------------------------------------- | ------------------ | ---------------------- | ------------------------------ |
| A1D F1D G1D | 402-405MHz (体内植込型医療用 データ伝送用)   | e.i.r.p. 25μW以下  | 300kHz                 | 単向通信方式 単信方式 複信方式 |
| A1D F1D G1D | 403.5-403.8MHz (体内植込型医療用 遠隔計測用) | e.i.r.p. 100nW以下 | 300kHz                 | 単向通信方式                   |

4.国際輸送用データ伝送用　国際輸送用データ伝送用特定小電力無線局を参照
5.無線呼出用　無線呼出用特定小電力無線局を参照
6.ラジオマイク用　ラジオマイク用特定小電力無線局を参照
7.補聴援助用ラジオマイク用　 補聴援助用ラジオマイク用特定小電力無線局を参照
8.無線電話用　無線電話用特定小電力無線局を参照
9.音声アシスト用無線電話用　音声アシスト用無線電話用特定小電力無線局を参照
10.移動体識別用　移動体識別用特定小電力無線局を参照
11.ミリ波レーダー用　ミリ波レーダー用特定小電力無線局を参照
12.移動体検知センサー用　移動体検知センサー用特定小電力無線局を参照
13.人・動物検知通報システム用　人・動物検知通報システム用特定小電力無線局を参照

## 旧技術基準による機器の使用期限
2005年（平成17年）12月にスプリアス発射等の強度の許容値に関する技術基準が改正され、旧技術基準に基づき認証された適合表示無線設備は、一部を除き使用期限を「平成34年11月30日」と設定された。
対象となるのは、
- 「平成17年11月30日」[15]までに認証された適合表示無線設備
- 経過措置として、旧技術基準により「平成19年11月30日」までに認証された適合表示無線設備[16]

であり、除外されるのは、移動体識別用の2.4GHz帯周波数ホッピング方式のみである。
- 周波数ホッピング方式の機器が除外されたのは、従前の許容値が新たな測定法によるものと比較しても低くなることから、従前の技術基準をそのまま新技術基準としたこと[18]による。

本記事で解説されているもので該当するのは
1.テレメーター用、テレコントロール用及びデータ伝送用の920MHz帯以外（電波法施行規則第6条第4項第2号の第2号(1)(一)、(二)、(三)および(五)のもの）
3.体内植込型医療用データ伝送用及び体内植込型医療用遠隔計測用
である。
この使用期限は、2021年（令和3年）8月にコロナ禍により「当分の間」延期された。
この延期により特定小電力無線局の旧技術基準の適合表示無線設備は、新たな使用期限が設定されるまで、令和4年12月1日以降は「他の無線局の運用に妨害を与えない場合に限り」使用可能

である。

## 技適未取得機器を用いた実験等の特例
電波法施行規則第6条の2の4に規定する機器は、技術基準適合証明を取得していなくても届出から180日以内は、実験等無線局として使用できる。
但し同一目的での期間延長はできない。
本記事で解説されているもので該当するのは、テレメーター用、テレコントロール用及びデータ伝送用の920MHz帯（電波法施行規則第6条第4項第2号の第2号(1)(四)のもの）である。

## 沿革
1989年（平成元年）
- 小電力無線局の一種として制度化[23]、当初の空中線電力は最大0.01W、用途は告示[24]に規定
  - テレメーター用
  - テレコントロール用
  - データ伝送用
  - 無線呼出用
  - ラジオマイク用
  - 無線電話用
- 医療用テレメーター用が追加[25]

1992年（平成4年）- 移動体識別用が追加
1995年（平成7年）- ミリ波レーダー用が追加
1997年（平成9年）- 補聴援助用ラジオマイク用が追加
2000年（平成12年）
- 400MHz帯にあった空中線電力10mW以下のテレメータ用、テレコントロール用、データ伝送用、構内ページング用（無線呼出用に相当）構内無線局が廃止され、特定小電力無線局に[29]
- ミリ波画像伝送用及びミリ波データ伝送用が追加[30]

2001年（平成13年）
- 作業連絡用の空中線電力1mW以下の陸上移動局が免許不要となり無線電話用に[31][32]
- 音声アシスト用無線電話用、移動体検知センサー用が追加[33]

2005年（平成17年）
- 電波の利用状況調査の中で、770MHzを超え3.4GHz以上の特定小電力無線局を含む免許不要局の出荷台数が公表
  - 以降、三年周期で公表
- 体内植込型医療用が追加[11]

2006年（平成18年）
- 電波の利用状況調査の中で、770MHz以下の特定小電力無線局を含む免許不要局の出荷台数が公表
  - 以降、三年周期で公表
- 国際輸送用データ伝送用が追加[34]

2007年（平成19年）- 電波の利用状況調査の中で、3.4GHz以上の特定小電力無線局を含む免許不要局の出荷台数が公表
- 以降、三年周期で公表

2008年（平成20年）- 動物検知通報システム用が追加
2011年（平成23年）
- 空中線電力が最大1Wに緩和[36]
- 920MHz帯が割り当てられ、これに伴い950MHz帯の使用は「平成30年3月31日」までに[37][38]
- 12月16日以降の工事設計認証番号に記号の表示は不要に[4]

2012年（平成24年）
- 用途の定義は、告示から電波法施行規則に移行[39]となった。
- 電波の利用状況調査の周波数の境界が770MHzから714MHzに変更[40]
  - これにより調査の時期が変更となった用途は無い。

2015年（平成27年）
- ミリ波画像伝送用及びミリ波データ伝送用が削除[41]
  - 小電力データ通信システムの無線局の一種とされた。

2016年（平成28年）- 動物検知通報システムが人・動物検知通報システムと改称
2018年（平成30年）- 950MHz帯の使用が終了
2019年（令和元年）- 技適未取得機器を用いた実験等の特例の対象に
2022年（令和4年）- 電波の利用状況調査で、714MHz超の免許不要局の出荷台数を公表
- 以降、二年周期で公表[43]

2023年（令和5年）- 電波の利用状況調査で、714MHz以下の免許不要局の出荷台数を公表
- 以降、二年周期で公表[43]

### 出荷台数
1.テレメーター用、テレコントロール用及びデータ伝送用
| 315MHz帯、400MHz帯             |             |            |                                                    |                                                    |
| 周波数帯                       | 平成14年度  | 平成15年度 | 平成16年度                                         | 出典                                               |
| 400MHz帯                       | 1,635,386   | 1,902,954  | 2,092,948                                          | 第2章 電波利用システムごとの調査結果（免許不要局） |
| 周波数帯                       | 平成17年度  | 平成18年度 | 平成19年度                                         | 出典                                               |
| 315MHz帯                       | 0           | 0          | 269,186                                            | 第2章 電波利用システムごとの調査結果（免許不要局） |
| 400MHz帯                       | 1,937,462   | 3,687,948  | 4,127,652                                          | 第2章 電波利用システムごとの調査結果（免許不要局） |
| 周波数帯                       | 平成20年度  | 平成21年度 | 平成22年度                                         | 出典                                               |
| 315MHz帯                       | 806,378     | 1,686,463  | 2,849,040                                          | 第2章 電波利用システムごとの調査結果（免許不要局） |
| 400MHz帯                       | 1,063,598   | 1,241,015  | 1,453,214                                          | 第2章 電波利用システムごとの調査結果（免許不要局） |
| 周波数帯                       | 平成23年度  | 平成24年度 | 平成25年度                                         | 出典                                               |
| 315MHz帯                       | 8,909,356   | 12,141,052 | 16,776,714                                         | 第2章 電波利用システムごとの調査結果（免許不要局） |
| 400MHz帯                       | 1,158,785   | 1,348,811  | 1,352,923                                          | 第2章 電波利用システムごとの調査結果（免許不要局） |
| 周波数帯                       | 平成26年度  | 平成27年度 | 平成28年度                                         | 出典                                               |
| 315MHz帯                       | 17,435,571  | 15,738,939 | 17,625,542                                         | 第2章 電波利用システムごとの調査結果（免許不要局） |
| 400MHz帯                       | 1,509,900   | 1,423,473  | 1,316,505                                          | 第2章 電波利用システムごとの調査結果（免許不要局） |
| 周波数帯                       | 平成29年度  | 平成30年度 | 令和元年度                                         | 出典                                               |
| 312MHz超 312.25MHz以下         | 15,087,402  | 15,989,169 | 16,370,313                                         | 第2章 電波利用システムごとの調査結果（免許不要局） |
| 410MHz超 430MHz以下            | 1,198,178   | 1,283,144  | 1,168,107                                          | 第2章 電波利用システムごとの調査結果（免許不要局） |
| 440MHz超 470MHz以下            | 0           | 0          | 0                                                  | 第2章 電波利用システムごとの調査結果（免許不要局） |
| 312MHz超 315.25MHz以下         | 16,356,779  | 16,042,796 | 第2章 電波利用システムごとの調査結果（免許不要局） | 第2章 電波利用システムごとの調査結果（免許不要局） |
| 410MHz超 430MHz以下            | 1,033,182   | 1,150,816  | 第2章 電波利用システムごとの調査結果（免許不要局） | 第2章 電波利用システムごとの調査結果（免許不要局） |
| 440MHz超 470MHz以下            | 0           | 0          | 第2章 電波利用システムごとの調査結果（免許不要局） | 第2章 電波利用システムごとの調査結果（免許不要局） |
| 920MHz帯、旧950MHz帯、1.2GHz帯 |             |            |                                                    |                                                    |
| 周波数帯                       | 平成19年度  | 平成20年度 | 平成21年度                                         | 出典                                               |
| 950MHz帯                       | 0           | 2,188      | 6,290                                              | 第2章 電波利用システムごとの調査結果（免許不要局） |
| 1.2GHz帯                       | 4,272       | 3,483      | 3,180                                              | 第2章 電波利用システムごとの調査結果（免許不要局） |
| 周波数帯                       | 平成22年度  | 平成23年度 | 平成24年度                                         | 出典                                               |
| 950MHz帯                       | 44,809      | 80,424     | 108,815                                            | 第2章 電波利用システムごとの調査結果（免許不要局） |
| 1.2GHz帯                       | 2,022       | 1,753      | 2,298                                              | 第2章 電波利用システムごとの調査結果（免許不要局） |
| 周波数帯                       | 平成25年度  | 平成26年度 | 平成27年度                                         | 出典                                               |
| 950MHz帯                       | 183,398     | 3,341,550  | 4,840,828                                          | 第2章 電波利用システムごとの調査結果（免許不要局） |
| 1.2GHz帯                       | 535         | 624        | 1,107                                              | 第2章 電波利用システムごとの調査結果（免許不要局） |
| 周波数帯                       | 平成28年度  | 平成29年度 | 平成30年度                                         | 出典                                               |
| 915MHz超 930MHz以下            | 105,915,437 | 12,491,886 | 9,262,365                                          | 第2章 電波利用システムごとの調査結果（免許不要局） |
| 1,215MHz超 1,260MHz以下        | 1,658       | 1,637      | 2,515                                              | 第2章 電波利用システムごとの調査結果（免許不要局） |
| 周波数                         | 令和元年度  | 令和2年度  | 出典                                               | 出典                                               |
| 915MHz超 930MHz以下            | 7,742,271   | 7,284,62   | 第2章 電波利用システムごとの調査結果（免許不要局） | 第2章 電波利用システムごとの調査結果（免許不要局） |
| 1,215MHz超 1,260MHz以下        | 2,638       | 3,543      | 第2章 電波利用システムごとの調査結果（免許不要局） | 第2章 電波利用システムごとの調査結果（免許不要局） |

3.体内植込型医療用データ伝送用及び体内植込型医療用遠隔計測用
| 平成17年度 | 平成18年度 | 平成19年度                                         | 出典                                               |
| ---------- | ---------- | -------------------------------------------------- | -------------------------------------------------- |
| 0          | 0          | 2,937                                              | 第2章 電波利用システムごとの調査結果（免許不要局） |
| 平成20年度 | 平成21年度 | 平成22年度                                         | 出典                                               |
| 55,580     | 20,291     | 17,662                                             | 第2章 電波利用システムごとの調査結果（免許不要局） |
| 平成23年度 | 平成24年度 | 平成25年度                                         | 出典                                               |
| 0          | 49         | 0                                                  | 第2章 電波利用システムごとの調査結果（免許不要局） |
| 平成26年度 | 平成27年度 | 平成28年度                                         | 出典                                               |
| 0          | 0          | 0                                                  | 第2章 電波利用システムごとの調査結果（免許不要局） |
| 平成29年度 | 平成30年度 | 令和元年度                                         | 出典                                               |
| 639        | 566        | 651                                                | 第2章 電波利用システムごとの調査結果（免許不要局） |
| 令和2年度  | 令和3年度  | 出典                                               | 出典                                               |
| 0          | 0          | 第2章 電波利用システムごとの調査結果（免許不要局） | 第2章 電波利用システムごとの調査結果（免許不要局） |

## 廃止
特定小電力無線局で廃止されたものについて廃止時点の情報を参考として掲げる。
ミリ波画像伝送用及びミリ波データ伝送用
ミリ波画像伝送用及びミリ波データ伝送用特定小電力無線局を参照
テレメーター用、テレコントロール用及びデータ伝送用
| 電波型式                                                                                                  | 周波数 | 空中線電力 | 占有周波数帯幅の許容値  | 通信方式                                               |
| --- | --- | ---------- | ----------------------- | ------------------------------------------------------ |
| 規定なし                                                                                                  | 954.2-957.4MHz(200kHz間隔) (同時使用単位チャネル数1) 954.3-957.3MHz(200kHz間隔) (同時使用単位チャネル数2) 954.4-957.2MHz(200kHz間隔) (同時使用単位チャネル数3) 954.5-957.1MHz(200kHz間隔) (同時使用単位チャネル数4) 954.6-957MHz(200kHz間隔) (同時使用単位チャネル数5) | 0.01W以下  | 200kHz以下              | 単向通信方式 単信方式 複信方式 半複信方式 同報通信方式 |
| 規定なし                                                                                                  | 951-954MHz(200kHz間隔) (同時使用単位チャネル数1) 951.1-954.1MHz(200kHz間隔) (同時使用単位チャネル数2) 951.2-954.2MHz(200kHz間隔) (同時使用単位チャネル数3) 951.3-954.3MHz(200kHz間隔) (同時使用単位チャネル数4) 951.4-954.4MHz(200kHz間隔) (同時使用単位チャネル数5)   | 0.001W以下 | 200kHz以下              | 単向通信方式 単信方式 複信方式 半複信方式 同報通信方式 |
| 規定なし                                                                                                  | 954.3-957.3MHz(200kHz間隔) (同時使用単位チャネル数2) 954.4-957.2MHz(200kHz間隔) (同時使用単位チャネル数3) 954.5-957.1MHz(200kHz間隔) (同時使用単位チャネル数4) 954.6-957MHz(200kHz間隔) (同時使用単位チャネル数5)                                                      | 0.01W以下  | 200kHzを超え 400kHz以下 | 単向通信方式 単信方式 複信方式 半複信方式 同報通信方式 |
| 規定なし                                                                                                  | 951.1-954.1MHz(200kHz間隔) (同時使用単位チャネル数2) 951.2-954.2MHz(200kHz間隔) (同時使用単位チャネル数3) 951.3-954.3MHz(200kHz間隔) (同時使用単位チャネル数4) 951.4-954.4MHz(200kHz間隔) (同時使用単位チャネル数5)                                                    | 0.001W以下 | 200kHzを超え 400kHz以下 | 単向通信方式 単信方式 複信方式 半複信方式 同報通信方式 |
| 規定なし                                                                                                  | 954.4-957.2MHz(200kHz間隔) (同時使用単位チャネル数3) 954.5-957.1MHz(200kHz間隔) (同時使用単位チャネル数4) 954.6-957MHz(200kHz間隔) (同時使用単位チャネル数5) | 0.01W以下  | 400kHzを超え 600kHz以下 | 単向通信方式 単信方式 複信方式 半複信方式 同報通信方式 |
| 規定なし                                                                                                  | 951.2-954.2MHz(200kHz間隔) (同時使用単位チャネル数3) 951.3-954.3MHz(200kHz間隔) (同時使用単位チャネル数4) 951.4-954.4MHz(200kHz間隔) (同時使用単位チャネル数5) | 0.001W以下 | 400kHzを超え 600kHz以下 | 単向通信方式 単信方式 複信方式 半複信方式 同報通信方式 |
| 規定なし                                                                                                  | 954.5-957.1MHz(200kHz間隔) (同時使用単位チャネル数4) 954.6-957MHz(200kHz間隔) (同時使用単位チャネル数5) | 0.01W以下  | 600kHzを超え 800kHz以下 | 単向通信方式 単信方式 複信方式 半複信方式 同報通信方式 |
| 規定なし                                                                                                  | 951.3-954.3MHz(200kHz間隔) (同時使用単位チャネル数4) 951.4-954.4MHz(200kHz間隔) (同時使用単位チャネル数5) | 0.001W以下 | 600kHzを超え 800kHz以下 | 単向通信方式 単信方式 複信方式 半複信方式 同報通信方式 |
| 規定なし                                                                                                  | 954.6-957MHz(200kHz間隔) | 0.01W以下  | 800kHzを超え 1MHz以下   | 単向通信方式 単信方式 複信方式 半複信方式 同報通信方式 |
| 規定なし                                                                                                  | 951.4-954.4MHz(200kHz間隔) | 0.001W以下 | 800kHzを超え 1MHz以下   | 単向通信方式 単信方式 複信方式 半複信方式 同報通信方式 |
| ARIB STD-T96 特定小電力無線局950MHz帯テレメータ用、テレコントロール用及びデータ伝送用無線設備（廃止済み） | |            |                         |                                                        |

920MHz帯へ移行を促進する為、新たにこの周波数帯を携帯電話業務に使用するソフトバンク（旧称ソフトバンクモバイル）が期限内に無線機を取り替える費用を負担する「終了促進措置」を実施していた。